# Sport Club Cañadense
El Sport Club Cañadense, o bien Sport, Sport Club o Sport CC, es un club deportivo de la ciudad de Cañada de Gómez, Santa Fe. Fue fundado en el año 1913, como consecuencia de la fusión de dos entidades deportivas: General San Martín y Ciclista Cañadense. 
Es una institución multidisciplinaria, de las cuales se destacan las prácticas profesionales de  fútbol y baloncesto. En materia futbolística, está afiliado a la Liga Cañadense de Fútbol, a través de la cual consiguió en reiteradas oportunidades, participar en categorías de ascenso del fútbol argentino, para clubes indirectamente afiliados a la Asociación del Fútbol Argentino, teniendo su última participación en el Torneo Regional Federal Amateur 2022-23.
Entre sus logros en materia de baloncesto, se encuentra el haber disputado once temporadas la Liga Nacional de Básquet, y haber sido finalista de la LNB en 1990, además de ser uno de los dieciséis primeros equipos de la liga. Participó en la misma hasta que en antes del comienzo de la temporada 1995-96 vendió su plaza.
Su clásico rival es la Asociación Deportiva Everton Olimpia (ADEO), con el que disputa el Clásico Cañadense tanto en fútbol, como en básquet. La rivalidad se terminó de consolidar en ambas disciplinas, tras la fusión en 1993 del Club Everton Argentino Juniors, con el Club Deportivo Olimpia, equipos contra los cuales Sport mantenía rivalidades en fútbol y básquet respectivamente.

## Historia
El Sport Club Cañadense nace el 5 de agosto de 1913 tras la fusión de los clubes «San Martín», de fútbol, y «Ciclista Cañadense». Luego del inicio de las actividades, comenzaron los trabajos en un predio arrendado ubicado en las calles Brown y Necochea entre Maipú y Laprida. En sus comienzos fue un club de fútbol, ciclismo y  pedestrismo, que eran los deportes más arraigados de la época, razón por la cual el 5 de julio de 1914 se inauguraron las obras para cada disciplina.
El 23 de enero de 1925, en la gestión de Florentino Varni, se compró el actual terreno y el 10 de marzo de 1926 se firmó la escritura a nombre de la institución. En junio de ese mismo año se construyeron  la cancha de fútbol y el velódromo. Al mismo tiempo se emprendió la edificación de la vieja tribuna de cemento., un verdadero icono del Club, durante siete décadas.
En 1929 se concibieron los planos del chalet, que se empezó a construir a mediados de 1930 bajo la dirección del Ingeniero Bartola Cuffia. Su estreno se produjo el 11 de diciembre de 1931.
A principios de la década del 40, las instalaciones que poseía entre las calles Moreno, Necochea y Cerini, fueron escenario de varios espectáculos deportivos, entre ellos, boxeo, básquetbol y bochas, y también de  eventos sociales y culturales. En diciembre de 1951, se habilitó la pileta de natación. De la mano de la pileta vino un aumento del padrón societario y, al mismo tiempo, los primeros pasos para la unificación del club en Derqui y Quintana ya que, por ese entonces, tenía la Sede Social en calle Lavalle al 1000 y las canchas de Básquetbol y Bochas en la “pista” de Necochea, Moreno y Cerini.
En 1962 se hicieron varias modificaciones edilicias, entre ellas la construcción de un gimnasio de hormigón, la modificación del chalet para convertirlo en la nueva sede social y la eliminación del velódromo que circundaba la cancha de fútbol. Estas obras terminaron en el año 1967.
En el año 2000 se inauguró el natatorio climatizado, que además del uso de los socios, también sirve para la intervención en los programas de competencias organizadas por la Federación Rosarina de Natación.
El Gimnasio "Nicasio Santucho", que hasta el 2005 albergó a las bochas, se está reconvirtiendo para incorporar otras disciplinas, especialmente las que se vinculan con las distintas modalidades de la Gimnasia, que permitirán acrecentar la oferta de servicios y la formación física de los jóvenes deportistas.

### Liga Nacional
En 1985 se crea una liga nacional de baloncesto, entre los diez primeros participantes se hallaba el club. Previo a esa primera temporada, el club jugó el Campeonato Argentino de Clubes "Liga Nacional de Transición", donde terminó séptimo, con siete partidos ganados y once perdidos. Ya en la máxima división, debutó ante Instituto de Córdoba.
En esa primera temporada, tras una buena primera fase y una segunda fase más regular, Sport llegó hasta los cuartos de final. Tras vencer a Almagro, perdió ante quien más tarde fuese el campeón, Club Ferro Carril Oeste. En su segunda temporada también tuvo una destacada actuación, nuevamente llegando hasta los cuartos de final.
Tras dos temporadas, vinieron otras tres penando por el descenso y peleando los últimos puestos, hasta que en la temporada 1990 llegó su mejor momento.
Esa temporada, la sexta en la categoría, el equipo estuvo bajo la dirección técnica de Julio Lamas y la ayuda técnica de Sergio Hernández. Entre los jugadores estaban Clarence Hanley y Michael Wilson, los extranjeros, Diego Maggi, Luis Oroño, José Small, Alejandro Montecchia, Jorge Epifanio, Gabriel Díaz y Nelio Badaloni, como los nacionales mayores y los juveniles Mauricio Hedman, Hernán Trentini y Gustavo Montenegro.
El equipo finalizó la etapa regular como el mejor de todos, superando a Atenas. En cuartos de final venció a San Andrés en cinco juegos, y en semifinales a Independiente de Neuquén para llegar a definir la liga ante Atenas, uno de los mejores equipos de aquel entonces. El equipo "griego" venció con claridad en tres juegos y fue campeón. Aun así, Sport recuerda esta como su mejor temporada en la liga.
Tras esa final, nuevamente llegó a semifinales. Fue la siguiente temporada, la 1990-91. En la 1992-93 también tuvo una destacada actuación, finalizando quinto en la liga, bajo el mando de Sergio Hernández.
Finalmente, en 1995 decidió vender su plaza a Racing Club y dar por terminado el ciclo en la liga nacional.
|            | Pts | PJ  | PG  | PP  | TF     | TT     |
| ---------- | --- | --- | --- | --- | ------ | ------ |
| Sport Club | 668 | 443 | 228 | 215 | 39 144 | 39 307 |

- En 1988 ganó sus puntos ante San Martín de Marcos Juárez ya que el mismo se retiró de la competencia.
- En 1989 ganó sus puntos ante Pacífico de Bahía Blanca ya que el mismo se retiró de la competencia.
- En 1993-94 se le restaron tres puntos por sanción disciplinaria

Fuente: Liga Nacional de Básquet (2013) Guía oficial 2013-2014 . p 190

### Torneo Nacional de Ascenso
Tras varias temporadas alternando entre certámenes provinciales y la tercera división, Sport Club decidió comprar una plaza en la segunda división nacional, el Torneo Nacional de Ascenso para la temporada 2011-12.
En su primera temporada, el club participó en al zona sur durante la primera fase, donde finalizó noveno. Tras quedar en los últimos cinco, disputó el TNA 2 sur, para evitar el descenso, donde con tan solo un punto más que San Martín de Marcos Juárez y Firmat FBC, salvó la categoría.
En la siguiente temporada tuvo una mejor actuación, donde terminó tercero en la zona sur tras la fase regular. Esto le permitió jugar los octavos de final con ventaja de localía, sin embargo quedó eliminado por Monte Hermoso Básquet en cuatro juegos. En su tercera temporada también llegó a octavos de final, esta vez quedó eliminado por Instituto.
Tras la temporada 2014-15, el club decidió bajarse de la divisional alegando problemas económicos y el poco atractivo que les daba el formato para la siguiente temporada.

## Instalaciones

### Estadio Florencio Varni
Construido entre 1962 y 1967, el estadio cubierto de cemento fue bautizado como «Estadio Florencio Varni» en 1985 y levemente remodelado para albergar los partidos de local del club en la Liga Nacional.
Con capacidad para 2500 espectadores, es el estadio principal del club.

### Sede social
La sede social, ubicada en Derqui y Quintana posee además del Estadio Florencio Varni, el Gimnasio Ricardo Romegialli, finalizado en 1989, que actualmente es la segunda cancha para básquet, el estadio de fútbol, las canchas de tenis, una pileta climatizada cubierta, un gimnasio, una pileta descubierta y canchas de paddle.

## Datos del club
- Temporadas en Liga Nacional de Básquet: 11 (1985-1994-95).
  - Mejor puesto en la primera división: 2.º (1990)
  - Peor puesto en la primera división: 13.º (1987, 1989, 1993-94)
- Temporadas en Torneo Nacional de Ascenso: 3 (2011-12-actualidad).
  - Mejor puesto en la segunda división: octavos de final (2012-13, 2013-14)
  - Peor puesto en la segunda división: fase regular (2011-12)

## Jugadores destacados
| Primer equipo de Liga Nacional - Daniel Montanini - Rubén Mignani - Luis Villa - Michael Zeno - Kenneth Hubert - Marcelo De la Fuente - Andrés Santamaría - Ariel Bernardini - Nelio Badaloni - Gustavo Córdoba | Equipo subcampeón de 1990 - Clarence Hanley - Michael Wilson - Diego Maggi - Luis Oroño - José Small - Alejandro Montecchia - Jorge Epifanio - Gabriel Díaz - Nelio Badaloni - Mauricio Hedman - Hernán Trentini - Gustavo Montenegro |

Otros jugadores
| - Héctor Campana (1986) - Raúl Merlo (1986) - Jeff Jenkins (1986) - James Wright (1986) - Leroy Combs (1986) - Jorge González - Mariano Aguilar - Marcelo Nicola | - Jorge Rifatti - Hugo Sconochini - Gregory Slider - Gerardo Secrestat - Charles Parker - Orlando Tourn - Gabriel Darrás - Mark Stevenson | - Luis "Chuzo" González - Sergio Aispurúa - Daniel Farabello - Willie Glass - Neville Austin - Édgar de León - Byron Wilson (1994-95) |

## Entrenadores destacados
- León Najnudel
- Julio César Lamas
 Entrenador del equipo en 1990, cuando fue finalista de la liga obteniendo el subcampeonato.
- Sergio Santos Hernández
 Ayudante de entrenador del equipo en 1990, cuando fue finalista y subcampeón de la liga, también fue técnico principal durante 1992 hasta 1995.
- Daniel Farabello
 Entrenador del equipo de 2015 a 2019. En 2018 consiguiendo el Campeonato de la Liga Provincial de Básquet de Mayores de Santa Fe.

## Otros deportes
Aparte del baloncesto en su rama masculina, también se practica baloncesto femenino, fútbol, tenis, vóley, patín, natación, ritmos, gimnasia deportiva, kenpo y hockey.
El fútbol es la actividad más antigua de la institución y con diecinueve títulos locales es el segundo club con más galardones de la Liga Cañadense de Fútbol.
En baloncesto, además de participar en los torneos nacionales, también participa en los torneos locales. En hockey participa de la liga de hockey de Rosario. En los demás deportes también participa en los torneos regionales.